# 星城 (市级镇)
星城（羅馬化：Zvyozdnyy gorodok），旧称晓尔科沃-14（Щёлково-14），是俄罗斯莫斯科州的封闭市级镇，地处莫斯科州东北部，位于州府莫斯科东北方。镇西南侧毗邻晓尔科沃市，北侧和东侧则与洛西诺-彼得罗夫斯基市接壤。镇西南不远处有火车停靠点齐奥尔科夫斯基站台。加加林宇航员培训中心设于该镇。
原为军事城镇，2009年得到封闭行政区地位。该地2021年人口有5,263人；2010年人口有6,332人。